# Stephanopis macleayi
Stephanopis macleayi là một loài nhện trong họ Thomisidae.
Loài này thuộc chi Stephanopis. Stephanopis macleayi được miêu tả năm 1871 bởi Bradley.